# Berberis gagnepainii
Espèce
Classification phylogénétique
Berberis gagnepainii, le berbéris de Gagnepain ou épine-bleue de Gagnepain, est une espèce de plantes à fleurs de la famille des Berbéridacées. C'est un arbuste  originaire de Chine.

## Description
C'est un arbuste pouvant atteindre 3 m de haut, aux longues épines trifurquées (comme Berberis julianae).
Ses feuilles sont lancéolées, persistantes, bordées de petites dents épineuses, d'un vert soutenu.
Il fleurit en fin de printemps (avril, juin). Ses fleurs, en petits bouquets fasciculés, sont jaunes.
Ses fruits sont de petites baies oblongues, bleu sombre et couvertes de pruine. Ils mûrissent en septembre. Ils contiennent quatre graines par baie.
Il est assez rustique et peut résister jusqu'à -20 °C.

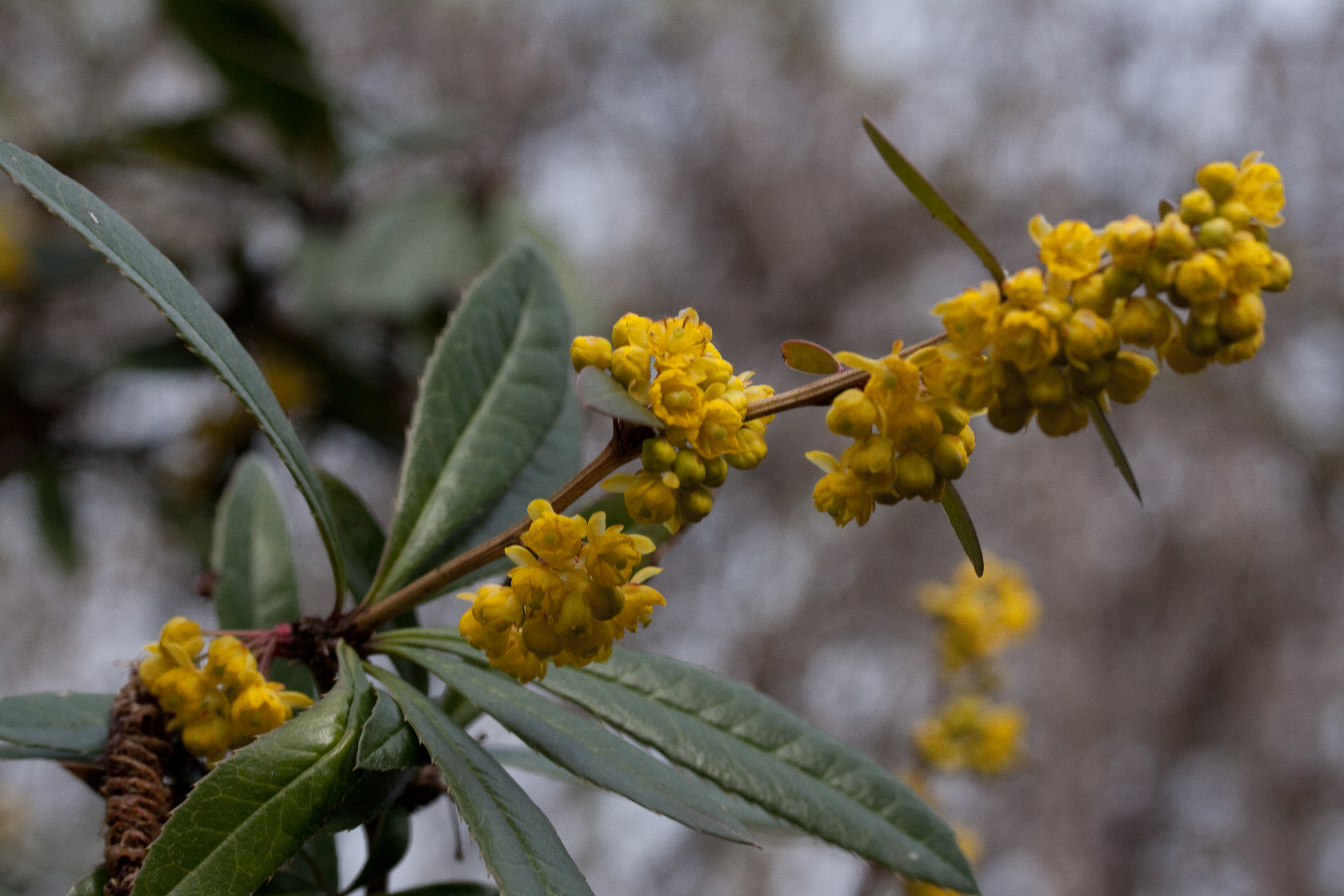
Fleurs.
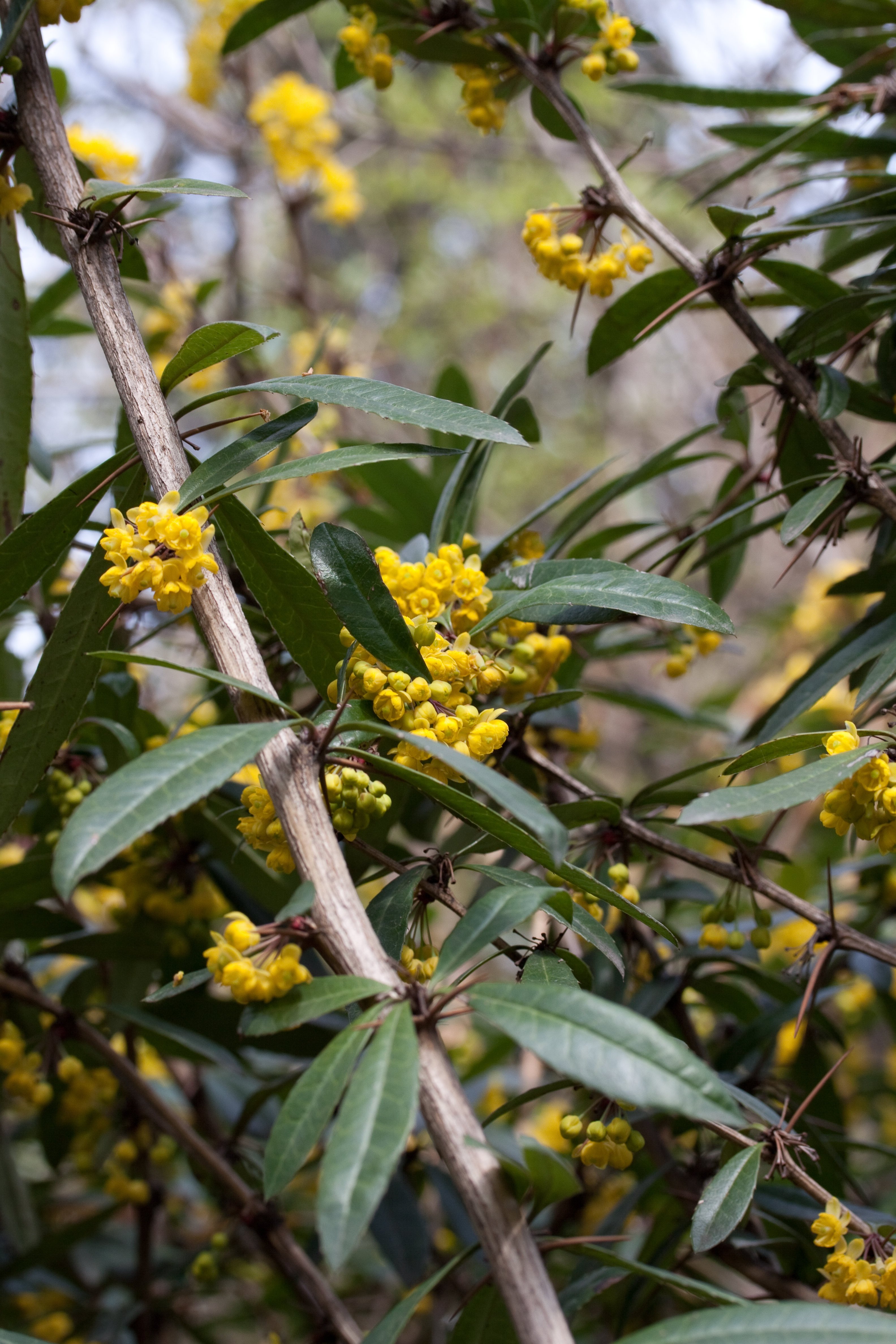
Fleurs.
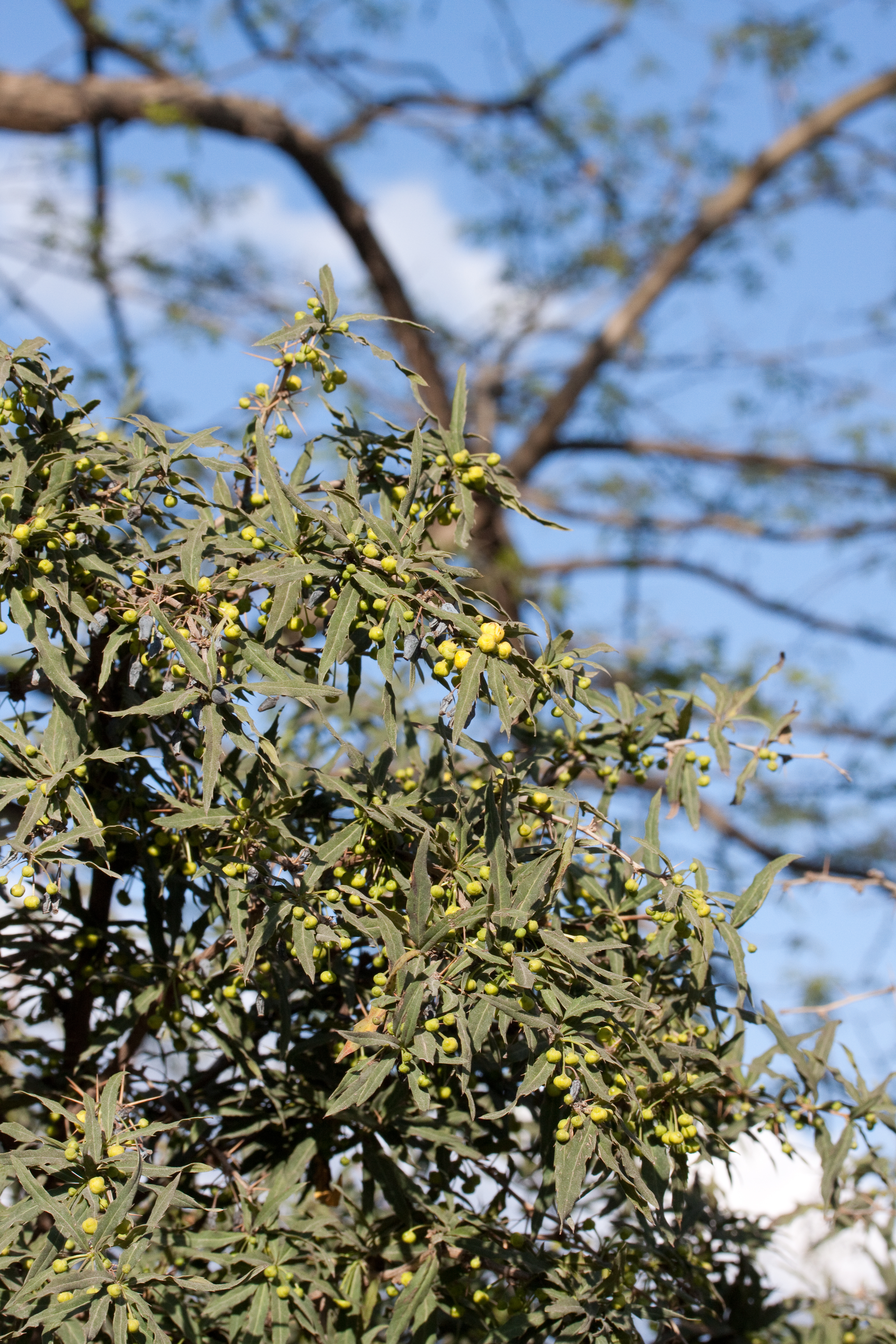
Floraison.
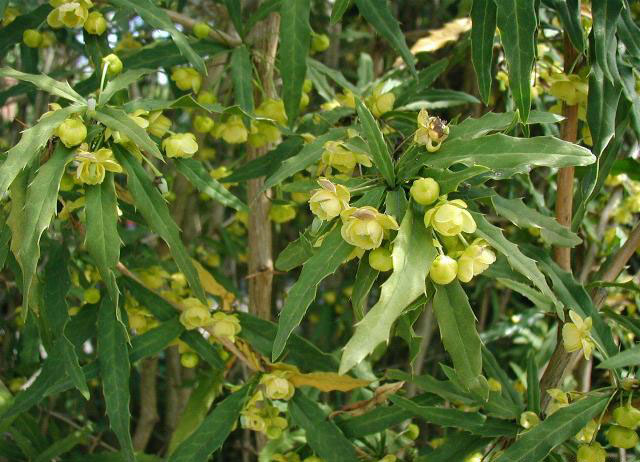
Fleurs.
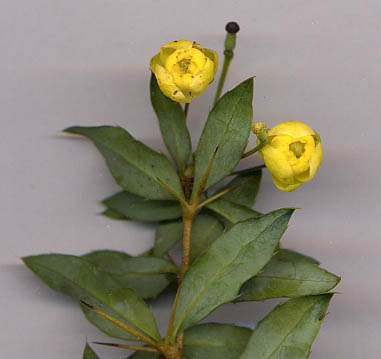
Fleurs.
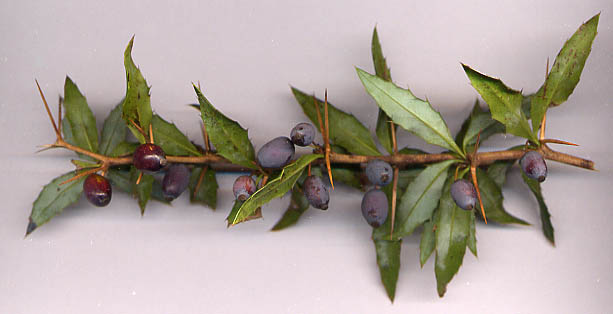
Fruits.
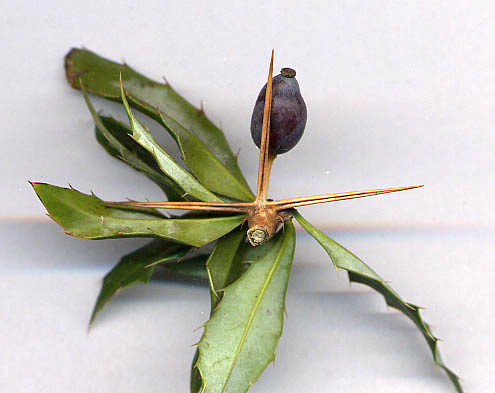
Fruit et épines.

## Taxonomie
Cette espèce a été dédiée à François Gagnepain, botaniste français.
Elle a été hybridée avec Berberis verruculosa : Berberis ×chenaultii Chenault (1933), hybride existant uniquement en culture, souvent commercialisé en variété horticole sous le nom de Berberis gagnepainii 'Chenaultii'.
Un synonyme a été repéré :
- Berberis caudatifolia S.Y. Bao (1985)

Des variétés botaniques ont aussi été reconnues :
- Berberis gagnepainii var. filipes Ahrendt (1941)
- Berberis gagnepainii var. lanceifolia Ahrendt (1941)
- Berberis gagnepainii var. omeiensis C.K. Schneid. (1939)
- Berberis gagnepainii fo. pluriflora Ahrendt (1961)
- Berberis gagnepainii var. praestans Ahrendt (1941)
- Berberis gagnepainii var. subovata C.K. Schneid. (1939)

## Distribution
Cette espèce est originaire de Chine : Guozhou, Hubei, Sichuan et Yunnan. Elle est maintenant largement répandue dans l'ensemble du monde à climat tempéré.

## Utilisation
Son utilisation est purement ornementale et de nombreuses variétés horticoles, souvent de tailles plus réduites, ont été obtenues et dont les plus connues sont les suivantes :
- Berberis gagnepainii 'Fernspray' au feuillage virant au pourpre en hiver
- Berberis gagnepainii 'Georgei'
- Berberis gagnepainii 'Green Mantle'
- Berberis gagnepainii 'Klugowski'